# Malko Tărnovo (kommun)
Obsjtina Malko Tărnovo (bulgariska: Община Малко Търново) är en kommun i Bulgarien.   Den ligger i regionen Burgas, i den östra delen av landet, 400 km öster om huvudstaden Sofia.
Obsjtina Malko Tărnovo delas in i:
- Gramatikovo
- Zvezdets

Följande samhällen finns i Obsjtina Malko Tărnovo:
- Malko Tărnovo